# Gabin Capuano
Gabin Capuano (* 26. April 2006 in Aubenas) ist ein französischer Fußballspieler, der aktuell beim RC Lens in der Ligue 1 spielt.

## Karriere
Capuano spielte bis 2024 in der Jugend von Olympique Valence. In der Saison 2021/22 spielte er dort 17 Mal für die B-Junioren in der U17-Liga, wobei er zwölfmal traf. Auch 2022/23 war er Stammspieler und schoss 13 Tore in 23 Juniorenpartien. Zur Spielzeit 2023/24 avancierte er dann zur Herrenmannschaft. Dort traf er achtmal in 25 Fünftligaspielen, wobei er nach der Saison mit dem Verein den Abstieg hinnehmen musste.
Im Sommer 2024 wurde er jedoch vom Erstligisten RC Lens verpflichtet, wo er jedoch zunächst einen Vertrag bei dem fünftklassigen Zweitteam unterschrieb. Nach einigen Einsätzen und Toren debütierte Capuano am 5. Januar (16. Spieltag) nach Einwechslung gegen den FC Toulouse bei einer 0:1-Niederlage in der Ligue 1.